# Tomești, Timiș
Tomești là một xã thuộc hạt Timiș, România. Dân số thời điểm năm 2002 là 2250 người.